# 国闻报
《国闻报》是清朝维新派创办的一份报刊，1897年10月26日（光绪二十三年十月初一日），由中国近代启蒙思想家、报刊活动家和翻译家严复创办于天津，初期为日报，创刊一个月之后增出旬刊《国闻汇编》，是戊戌变法时期维新派在华北的重要舆论阵地。1899年，迫于慈禧太后的壓力，报社被迫卖给日本外务省；之后报社被义和团战火所焚，印刷机被毁而自动停刊。

## 历史

### 创办背景

#### 甲午战争
1894年，甲午战争失败，宣告了洋务运动的失败，新帝国主义列强掀起了瓜分中国的狂潮。光绪二十三年十月，德国发兵侵占胶澳地区（今属青岛市）；沙皇俄国亦蠢蠢欲动，企图将侵略魔爪伸向大连湾。英国在长江，法国在两广，日本在福建，均各有所图。中国已经拉响了瓜分豆剖、亡国灭种的警报。在此危急存亡的关键时刻，天津地区的维新志士号召全国上下奋起变法，力图救亡

#### 资产阶级维新派
1890年代，以康有为、严复、梁启超、谭嗣同等为主要代表的维新派领导的维新变法运动兴起。因受甲午战争以后民族危机严重的刺激，主张变法维新、救亡图存、振兴国家而得名。他们提倡资产阶级新文化，变君主专制为君主立宪。他们积极从事变法的理论宣传和组织活动，先后在北京、上海、湖南等地建立强学会、时务学堂、南学会；并掀起第一次国人办报热潮，例如《时务报》、澳门《知新报》、湖南长沙《湘学新报》与《湘报》等等。

#### 严复和《直报》
严复是福建侯官人，出生于名医世家，幼年受到严格的中国传统文化教育。1866年考入马江船政学堂，1877年被选派到英国格林尼茨海军大学留学，回国后受聘为北洋水师学堂教习，1890年升为北洋水师学堂总办。甲午海战失败后，作为中国海军成员的严复感到痛心疾首，连续在天津《直报》（1895年由德国人汉纳根创刊于天津）上发表《论事变之亟》、《原强》、《辟韩》、《救亡决论》等文字，猛烈抨击帝国主义的侵略行径，揭露封建专制制度的弊端，提出了“鼓民力”、“开民智”、“新民德”的主张。

### 创刊
1897年10月，严复在维新派办报热潮的推动下，与北洋学堂总办王脩植、育才学堂总办夏曾佑、内阁中书杭辛斋等人集资创办《国闻报》和《国闻汇编》，大力鼓吹变法维新。

### 办报
《国闻报》每日出两张，毛边纸印刷，两张都是八开版，单面印刷，对折成四版，两张共八版，四号铅字排印，每日约8000——10000字， 其版面内容排序首先是每天的“上谕”，其次是路透社电报，再次是报馆主笔(严复)的文章。再次是本地新闻，再次是京城新闻，再其次才是全国各地新闻。最后如果还有版面，就刊登一些外国新闻，“至于东南各省新闻，东南各报馆言之甚详，本馆一概不述。 ”《国闻报》所发表的宣传维新思想的文章主要集中在“社论”和“来稿”部分，前者共42篇，约半数以上为严复所作。《国闻报》每月售制钱三百文，每期还会随报免费附赠一张《京报》。
1898年2月，每天销量为1500张。其中：天津100张、北京200张、俄商150张，外省700余张。

### 停刊
创办五个月后迫于俄国的压力，《国闻报》面临停刊威胁，王修植和严复经过讨论，决定采取以下措施：
1. 报馆设在天津租界地面，主要人物不公开露面，推出一个名不见经传的福建人李志成充当馆主。
2. 撰写文章均不署名，对外不承认自己是主笔、主编。
3. 严复等主要报人不踏报馆之门，办报之事聚集在王修植家里商议。
4. 盘给日本人，对外宣称肉"销行不广，资本折阅"已由日人接办。

戊戌政变后，由于西太后的压制， 经营陷入困境。1899 年4 月29 日， 在日本驻天津领事郑章昌和海军中佐洗川具涌的斡旋下.以1. 1 万元的价格卖给日本外务省。《国闻报》盘出后，外务省以西村蹲为馆主继续发行。其后《国闻报》因发表有关光绪帝废立的文章与清政府发生龃龉， 1900年4月30日.日本外务省曾下达了卖却的命令.但在义和团事变之际，报社为战火所焚.印刷机被毁而自动停刊。 

### 续刊
《天津日日新闻》 :《国闻报》在义和团事变时因遭受炮击而停刊，后该报社长西村博与该报主笔方若用赔款卫创设了一个新报。名为《天津日日新闻》机刷发刊时曾有少量的文章用日本语。1902 年， 西村博又创立了一份日文报纸《北清时报》。因此将《天津日日新闻》的名义出让，自此以后.该报实际全部中方经营，所刊登的文章也全部用中文。由于该报乃《国闻报》的续刊。加之西村博与康有为交厚。因而被称作是君主立宪派的报纸，并且该报从外表上看很像是日本的半官方言论机关，其实该报与天津的商人倒有很深的渊源。

## 主要内容及思想

### 办报特色[7]

#### “以通外情为要务”
严复以为，“塞于下情国必弱，昧于外情国必危”。因此，《国闻报》自创刊之日起，就特别重视对外国报刊、书籍的翻译介绍工作。他们不惜重金聘请懂得英、法、德、日文字的翻译人员，大量译载西方资产阶级的社会政治学说和自然科学知识，以及外电、外报的消息和评论。

#### “消息确而速，又极多极详”
该报在创刊之初，即在《国闻报馆章程》中规定除京、津、华北地区的新闻外，东南各省新闻“一概不述”。《国闻报》曾用大量篇幅报道康有为等人在北京成立保国会的消息，发表了康梁在成立大会上的演说，并配发评论为其叫好。“百日维新”期间光绪皇帝发布的全部诏书哈维新派大臣的各项条陈，也都全文发表；尤其难能可贵的是在政变发生以后，该报借助日商招牌，顶住压力，向读者报道了谭嗣同等“戊戌六君子”殉难的过程，为中国近代史留下了珍贵史料。

### 主要内容[8]

#### 鼓动维新思潮，倡导“君主立宪”
鼓动维新思潮，倡导“君主立宪”
就内容来看，《国闻报》经常发表政论性文章，这些文章不仅大力宣传中国已处于民族危亡的紧迫时刻，必须通过变法以救亡图强，而且所论范围十分广泛，涉及政治、外交、教育、商业、学术等，倡导实行君主立宪、发展实业、改革八股、联日抗俄等，形成以严复思想为主导的舆论中心，除在保教等少数问题上与康、梁存在不同意见外，整体上保持一致，有力推动了维新思想的传播。
《国闻报》评论洋务运动：

谈洋务之事也，谈之数十年而未闻有政事之家出乎其类拔乎其萃足以为国任使者，是谈洋务而洋务之中仍无人才……国家承平无事，则若辈狗苟蝇营，亦不过谋多得几差多得几钱已耳。不幸一有事变，则彼方将勾结外人、呼朋引类……苟有利之可图，虽丧邦而不顾……甲午中日之役，夫固有为之者矣。中国谈洋务西学数十年而其所造之人才乃如此，岂不大可哀哉！

#### 连载维新变法运动
1898年，俄国觊觎旅顺、大连，梁启超等人联名上书反对，却遭到都察院的阻挠。对此，《国闻报》刊出名为《公车上书》的新闻；在“百日维新”正式拉开帷幕之后， 1898年6月19日及时刊登《简在帝心》的新闻，尤为引人注目，该文报道了光绪帝锐意革新的态度和对康有为等人的赞赏。
此后则随时刊布变法举措和重要活动，如《改科宸断》、《营造宾馆》、《奉旨编书》、《京城拟修马路》、《南北洋防军一律改习西操》、《大学堂总教习改用洋人》、《铁路矿务局4派章京》、《法人论中国造路事》、《美国联英阻俄》、《拟开懋勤殿述闻》、《记二十七日上谕重申变法事》等。
变法中，《国闻报》全力配合维新变法，对康有为、梁启超、黄遵宪等人的变法言论进行追踪报道，并以《总报局告白》的形式大力推介维新论著。
变法失败以后，《国闻报》虽然迫于形势刊登了禁锢言论的6条上谕，但在政变后的一个月里共发表47篇相关报道；同时，《国闻报》将康有为的脱险经过作了客观报道，并于10月21、22两日连续转载香港《华字日报》文章《德臣西报访事在香港与康有为问答语》，揭露了政变真相。
11月3—4日，《国闻报》又刊载《论中国禁报馆事》，对清廷查禁报馆的行为进行回击，并对戊戌六君子给予高度评价。
在恶劣的政治和舆论环境下，《国闻报》敢于与顽固派公开对抗，在当时所有报纸中未有能出其右者。

#### 传播进化论
1897年12月18日起，《天演论》在旬刊《国闻汇编》上以连载的方式首次公开发表，标志着其传播模式突破了人际关系的限制，而发展到大众传播，这显然是一个重大转折，
是进化论风靡全国的真正开端，在中国思想史和学术史上占有极为重要的地位。

#### 中外关系报道
在中国面临被列强瓜分的时代背景下，《国闻报》在报道国内社会生活新闻的同时，又特别注重对中外关系的报道。该报创立不久，即发生德国强占胶澳（今属青岛市）事件。自1897年11月至
次年2月，《国闻报》对此事件进行跟踪报道，有时一日两篇，连续发表新闻30余篇，评论近10篇，如《论山东曹州教案事》、《驳泰晤士报论德据胶澳事》、《论德国借案占夺
胶澳事》等，尤其是刊布了《总理衙门奏教案办结胶澳议租折》，将清廷在列强面前无可奈何、步步退让的丑陋形态公诸于世，将秘密外交变为舆论外交，引起强烈反响。

### 《国闻报》章程[9]
(一)本馆出报两种：日报每日印一张，计八开，用四号铅字排印，名曰《国闻报》。旬报十日印一册，约计三万言，用三号铅字排印，名曰《国闻汇编》；
(二)日报首登本日电传上谕，次登路透电报，次登本馆主笔人论说，次登天津本地新闻，次登京城新闻，次登保定山东山西河南陕西甘肃营口牛庄旅顺奉天吉林黑龙江青海前藏后藏各处新闻，次登外洋新闻，至东南各省新闻，东南各报馆言之甚详，本馆一概不述；
(三)日报另出附张，不取分文。先登告白，次登每日上谕，宫门抄，京外各衙门奏折。其所印奏折，四围留空白，以便阅报诸君将来汇齐，裁定成册；
(四)毁谤官长，攻讦隐私，不但干国家之律令，亦实非报章之公理。凡有涉于此者，本馆概不登载。即有冤抑等情，借报章申诉，至本馆登上告白者，亦必须本人具名，并有妥实保家，本馆方许代登。如隐匿姓名之件一概不登；
(五)日报每月售制钱三百文。旬报每册售制钱一百五十文，一年计三十三册，订阅全年者，每分售制钱四千文。外埠寄费，按照路之远近，酌量加费。凡代本馆经售各报者，其报资按八折计算，即以二成作为代售经费。但各代卖之人，向阅报人取值，不得多于本馆所定之数。

## 影响
《国闻报》的创办，是中国近代新闻传播史上的重要转折点，它和《时务报》南北呼应，构建了强大的舆论网络，成功冲破了清廷的言论禁锢，夺回了由外人掌控的话语权，开启了政
论报刊的黄金时代，使报刊成为思想表达不可或缺的平台和大众传播形式的主流。当时，《国闻报》是“北方报纸之最佳者”